# Lasy Chotomowskie

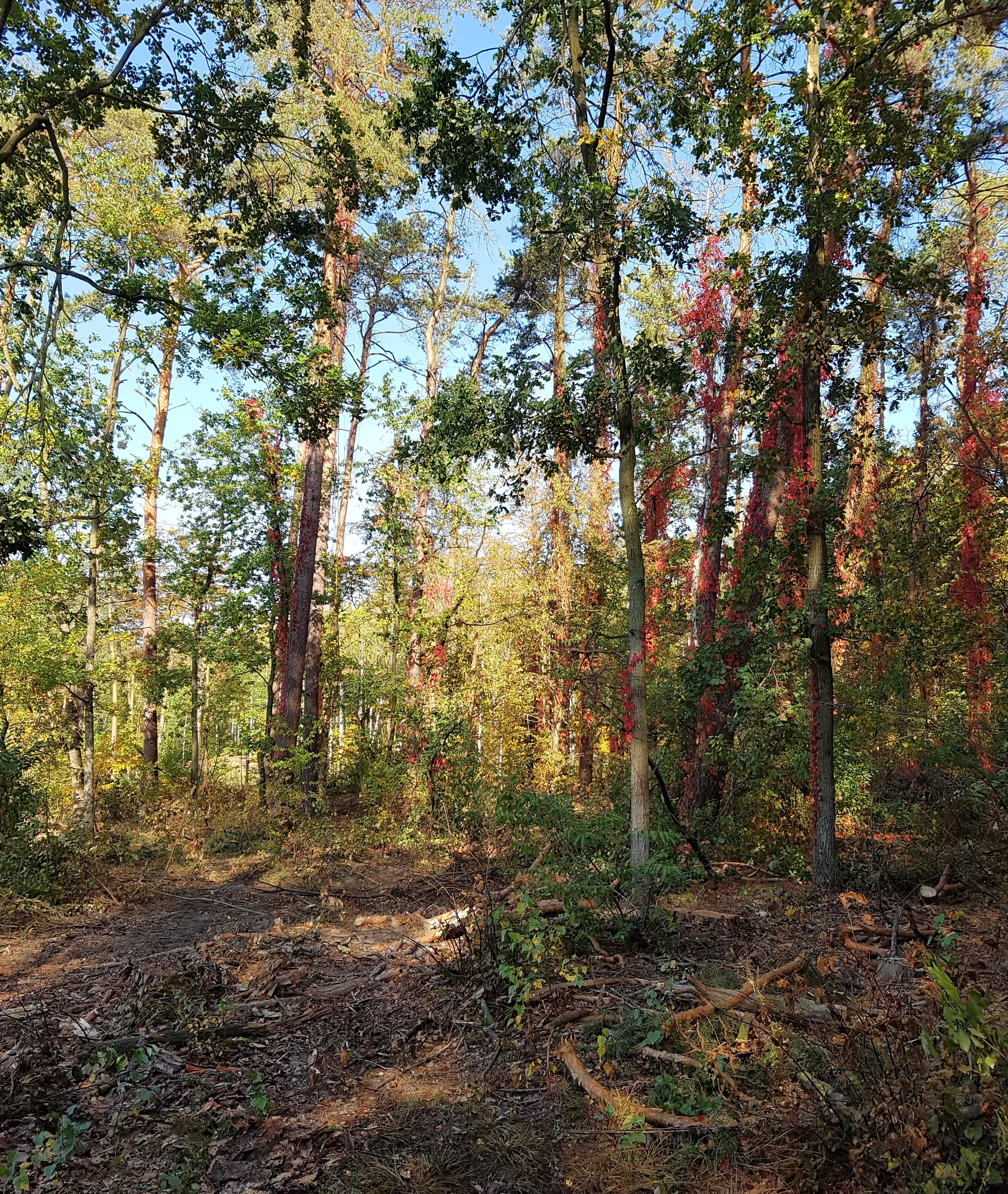
Lasy Chotomowskie

Lasy Chotomowskie – kompleks leśny nazywany dawniej Lasami Rajszewskimi, położony w Kotlinie Warszawskiej pomiędzy wsiami Jabłonna i Chotomów na wschodzie do wsi Trzciany na zachodzie na przestrzeni 7 km. Na południu sięga wsi Rajszew. Wchodzi w skład Warszawskiego Obszaru Chronionego Krajobrazu.
Charakteryzują je liczne wydmy, dominują tu lasy sosnowe. Najbogatszy drzewostan znajduje się w Nadleśnictwie Jabłonna, gdzie występuje bór świeży ze znaczną domieszką drzew liściastych, w tym wiekowych dębów. Faunę reprezentują sarny, lisy i dziki.